# Dolina Logarska
Dolina Logarska (słoweń. Logarska dolina) – dolina w Alpach Kamnickich w gminie Solčava.
Dolina została stworzona przez lodowiec w ostatniej epoce lodowcowej, ma około 7 km długości i 250 metrów szerokości. Dzieli się na trzy części:
- Log i Plest charakteryzują się trawiastą zielenią;
- Kot natomiast jest w większości porośnięty lasem.

Atrakcją doliny jest też wodospad Rinka o wysokości 90 metrów.

## Galeria

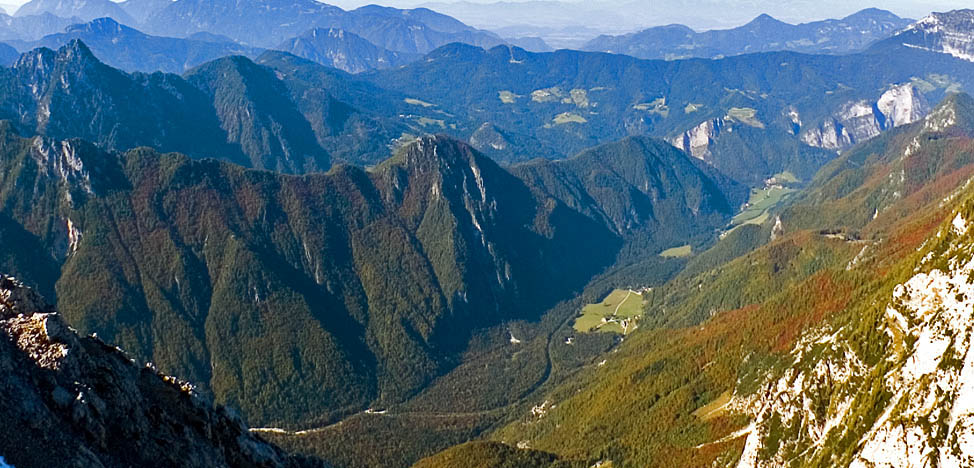
Widok na dolinę z lotu ptaka
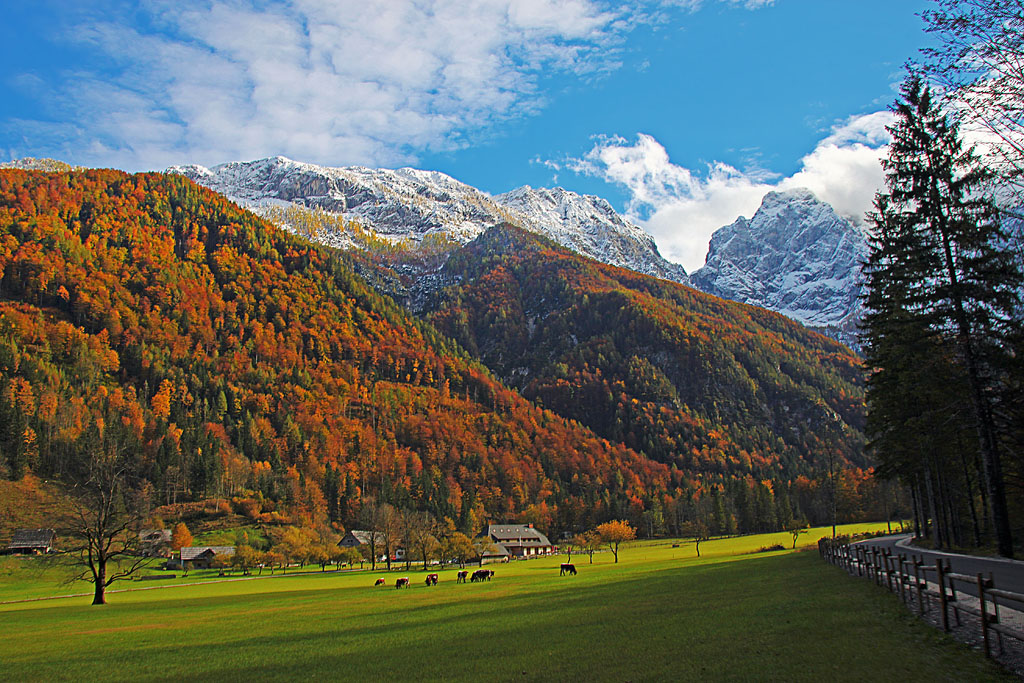
Dolina jesienią
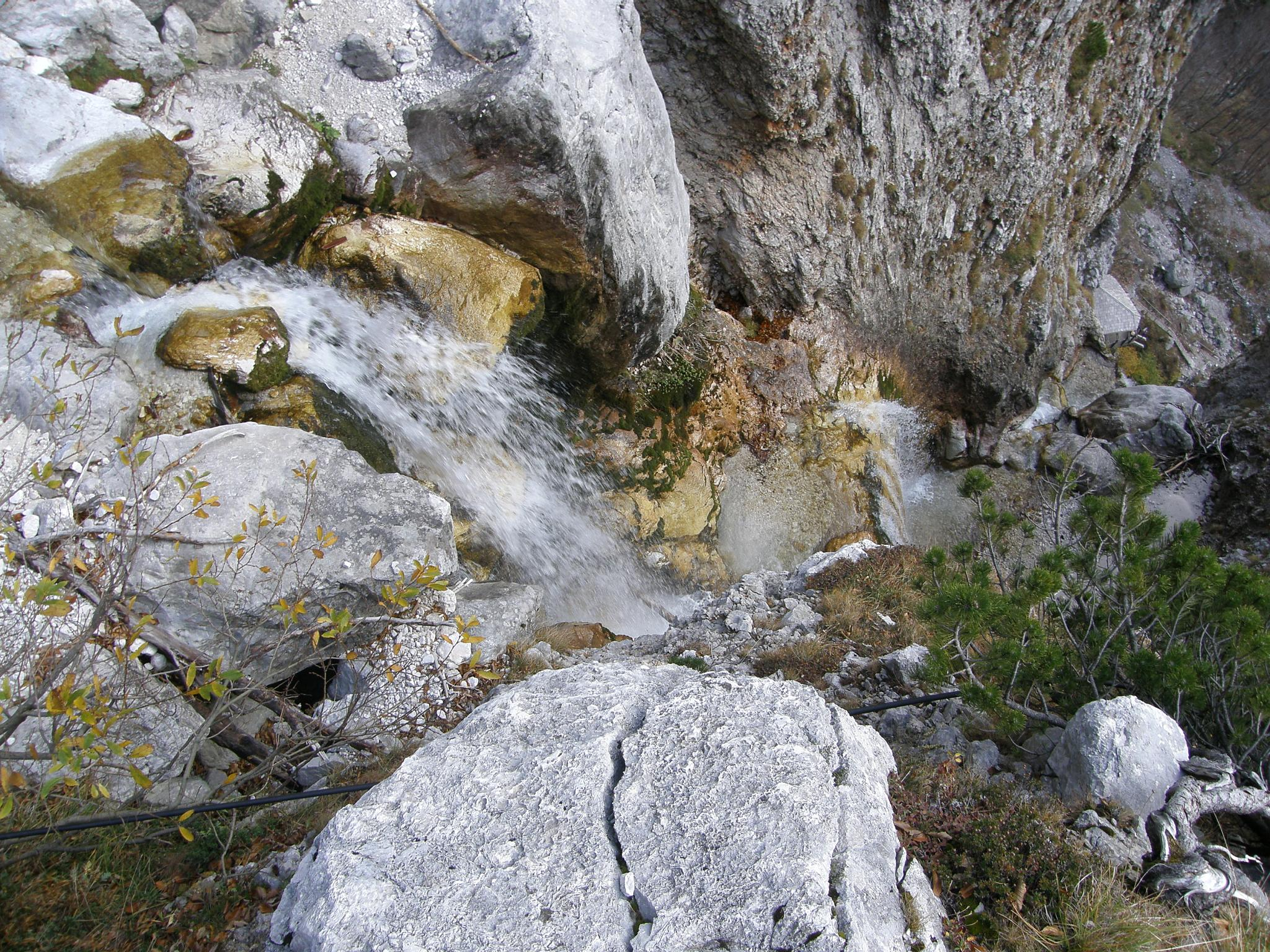
Wodospad Rinka – widok z góry